# Satz über den Einsetzungshomomorphismus
Der Satz vom Einsetzungshomomorphismus ist ein mathematischer Satz aus der Ringtheorie, der es erlaubt, in die Polynome im Sinne der abstrakten Algebra anstelle von {\displaystyle X} andere Objekte (Elemente einer Ringerweiterung) einzusetzen.

## Formulierung des Satzes
Die Aussage des Satzes lautet
Sei {\displaystyle R} ein kommutativer, unitärer (d. h. mit Einselement 1) Ring, {\displaystyle R[X]} der Polynomring über {\displaystyle R} und {\displaystyle R\subseteq S} eine Ringerweiterung. Dann ist für jedes Element {\displaystyle r\in S} die Abbildung
{\displaystyle F_{r}\colon R[X]\rightarrow S}
{\displaystyle \sum _{i\in \mathbb {N} _{0}}{a_{i}X^{i}}\mapsto \sum _{i\in \mathbb {N} _{0}}{a_{i}r^{i}}}
ein Homomorphismus von Ringen. Man bezeichnet {\displaystyle F_{r}} als den Einsetzungshomomorphismus zu {\displaystyle r} .
Für {\displaystyle r\in S} und {\displaystyle f\in R[X]} schreibt man anstelle von {\displaystyle F_{r}(f)} auch kurz {\displaystyle f(r)}. Mit dieser Notation lauten die Homomorphieeigenschaften {\displaystyle (f+g)(r)=f(r)+g(r)} und {\displaystyle (f\cdot g)(r)=f(r)\cdot g(r)} für alle {\displaystyle f,g\in R[X]}.
Die Homomorphieeigenschaften von {\displaystyle F_{r}} prüft man leicht nach. Der Ring {\displaystyle R} muss deswegen unitär sein, weil dann {\displaystyle X:=(0,1,0,0,\dotsc )} ein Element von {\displaystyle R[X]} ist und sich dadurch jedes Polynom {\displaystyle f\in R[X]} eindeutig in Form {\displaystyle \textstyle f=\sum _{i\in \mathbb {N} _{0}}{a_{i}X^{i}}} mit {\displaystyle a_{i}=0} für fast alle {\displaystyle i\in \mathbb {N} _{0}} darstellen lässt.
Man kann auf die Forderung, dass {\displaystyle R} kommutativ ist, verzichten. Es genügt vorauszusetzen, dass {\displaystyle r\in S} mit allen Elementen aus {\displaystyle R} vertauschbar ist.

## Bedeutung
Im Sinne der abstrakten Algebra sind Polynome keine Funktionen, wie in der Analysis, sondern (unendliche) Folgen von Ringelementen und {\displaystyle X} keine Unbekannte, sondern die konkrete Folge {\displaystyle X=(0,1,0,0,...)}. Der Satz vom Einsetzungshomomorphismus zeigt jedoch, wie man auch in Algebra anstelle von {\displaystyle X} verschiedene Objekte einsetzen kann. Dabei dient das Polynom {\displaystyle f\in R[X]} als "Muster" zur Bildung von {\displaystyle f(r)}. 
Dies soll am folgenden Beispiel veranschaulicht werden.
Sei {\displaystyle f} das Polynom {\displaystyle x^{2}+x-6} über dem Körper der reellen Zahlen und {\displaystyle M} sei eine (2x2)-Matrix mit reellen Einträgen {\displaystyle M=\left[{\begin{smallmatrix}2&1\\0&3\end{smallmatrix}}\right]}. Damit ist {\displaystyle M} ein Element des Matrizenringes {\displaystyle \mathbb {R} ^{2\times 2}}, der als eine Ringerweiterung des Körpers der reellen Zahlen aufgefasst werden kann (denn die reellen Zahlen sind isomorph zu dem Ring der Matrizen der Form  {\displaystyle \left[{\begin{smallmatrix}a&0\\0&a\end{smallmatrix}}\right]} mit {\displaystyle a\in \mathbb {R} }, der ein Unterring des Matrizenringes {\displaystyle \mathbb {R} ^{2\times 2}} ist). Somit können wir {\displaystyle f(M)} berechnen:
{\displaystyle f(M)={\begin{bmatrix}2&1\\0&3\end{bmatrix}}\cdot {\begin{bmatrix}2&1\\0&3\end{bmatrix}}+{\begin{bmatrix}2&1\\0&3\end{bmatrix}}-{\begin{bmatrix}6&0\\0&6\end{bmatrix}}={\begin{bmatrix}0&6\\0&6\end{bmatrix}}}

## Historischer Ausblick
Die ganze moderne Algebra ist hervorgegangen aus dem Studium algebraischer Gleichungen, zum Beispiel des Typs {\displaystyle \textstyle a_{n}x^{n}+a_{n-1}x^{n-1}+...+a_{1}x+a_{0}=\sum _{i=0}^{n}a_{i}x^{i}=0}, wobei {\displaystyle x} für die unbekannte Größe steht und die Koeffizienten {\displaystyle a_{1},...,a_{n}} aus einem Körper {\displaystyle K} oder ganz allgemein aus einem Ring {\displaystyle R} stammen. Eine solche Gleichung heißt polynomial. Will man sie lösen, betrachtet man meist die zugehörige polynomiale Funktion {\displaystyle f(x)=a_{n}x^{n}+a_{n-1}x^{n-1}+...+a_{1}x+a_{0}}, welche einem Element {\displaystyle x} den Funktionswert {\displaystyle f(x)} zuordnet, und bemüht sich darum, deren Nullstellen zu bestimmen. Streng genommen muss man dabei auch den Definitionsbereich festlegen, in dem {\displaystyle x} variieren darf. Dies kann {\displaystyle K} selbst sein, oder für {\displaystyle K=\mathbb {Q} } auch reelle oder komplexe Zahlen (allgemeiner eine Körper- bzw. Ringerweiterung des Koeffizientenbereichs). 
Ein Problem ist dabei das Auffinden eines geeigneten Definitionsbereiches für {\displaystyle x}, der möglichst "alle" Nullstellen erhält. Ein anderes Problem ergibt sich, wenn man als {\displaystyle K} etwa einen endlichen Körper mit Elementen {\displaystyle a_{1},...,a_{n}} betrachten möchte. Dann ist beispielsweise {\displaystyle \textstyle g(x)=\prod _{i=1}^{n}(x-a_{i})} eine polynomiale Funktion, die auf ganz {\displaystyle K} verschwindet, obwohl ihre Koeffizienten nicht alle Null sind. Hieraus folgt, dass man je nach betrachtetem Definitionsbereich der polynomialen Funktion {\displaystyle f(x)}, die der algebraischen Gleichung zugeordnet ist, nicht unbedingt auf die Koeffizienten dieser Gleichung schließen kann.
Um solche Probleme zu vermeiden, betrachtet man Polynome nicht nur als polynomiale Funktionen mit einem bestimmten Definitionsbereich, sondern versucht die zwei Gesichtspunkte gleichzeitig zu realisieren. Zum einen charakterisiert man die Polynome in umkehrbar eindeutiger Weise durch ihre Koeffizienten, siehe dazu den Artikel über den Polynomring. Zum anderen soll auch der Funktionscharakter der Polynome erhalten bleiben, und zwar in der Weise, dass man in Polynome anstelle von {\displaystyle x} Elemente aus den Körpern oder Ringen, die den Koeffizientenbereich erweitern, einsetzen kann. Dies wird erreicht durch den Einsetzungshomomorphismus, wobei nach dem Muster des abstrakten Polynoms eine reale Polynomfunktion entsteht.